# Giuseppe Augusto Levis
Giuseppe Augusto Levis (Chiomonte, 19 agosto 1879 – Racconigi, 14 giugno 1926) è stato un pittore italiano.

## Biografia
Iscrittosi alla facoltà di Giurisprudenza dell'Università di Torino, fece presto della pittura il suo obiettivo primario e l'oggetto di una applicazione intensissima. Fu sindaco di Chiomonte ed assessore di Racconigi. Dal 1905 fino alla morte fu Consigliere Provinciale di Torino per il Mandamento di Susa, Oulx e Cesana. Continuando nella sua carriera artistica fu allievo prediletto di Lorenzo Delleani, e da lui la sua pittura molto ricavò: quella trasfigurazione lirica della natura, quell'incessante ricerca del motivo « vero » per estrarne un'immagine commossa e trepida; tutto quel modo che caratterizza la pittura nel Levis è nato di qui. Ma se dall'opera di Delleani parte, si costruisce e si elabora la pittura del Levis, questa viene gradatamente ad assumere una sua marcata ed autonoma fisionomia. Ed esprime la sua personalità attraverso pennellate sempre più forti, ad andamento volumetrico, di solida pregnanza materica, quali troviamo, a volte, in quei giganteschi caroselli di nuvoloni gravidi di tempesta che popolano tante sue opere. È sempre però una pittura urgente, « tattile » come quella del Delleani : una pittura che ti accompagna all'immediatezza della realtà quotidiana: contadini e greggi, prati, montagne, vallate alpine, momenti coloriti di tradizione e di riti secolari.

## Opere principali
- Le due pecore al pascolo
- La preghiera della sera
- Casolari d'alta montagna
- Processione a Chiomonte
- Cime nebbiose di luglio
- Minaccia di temporale

Una pittura nella quale il Levis ha portato tutto il calore della propria intimità, non limitandosi mai alla sola rappresentazione stilistica: una spiritualità che gli fa sentire e vivere il senso del colore ovunque.